# Diadegma incompletum
Diadegma incompletum är en stekelart som beskrevs av Horstmann 1973. Diadegma incompletum ingår i släktet Diadegma och familjen brokparasitsteklar. Inga underarter finns listade i Catalogue of Life.